# Sven-Olof Westerlund
Sven-Olof Westerlund, född 29 juli 1935 i Helsingfors, är en finländsk grafiker, tecknare och målare.
Westerlund studerade 1954 vid Fria konstskolan, 1957–1960 vid Konstindustriella läroverket och genomgick 1961–1963 Aukusti Tuhkas grafikerkurs. Han debuterade på 1960-talet med fria abstrakta verk, men övergick i början av 1970-talet till en samhällsengagerad nyrealism, som han förverkligade bland annat i minutiöst utförda blyertsteckningar av arbetare; en del av teckningarna mångfaldigades också som litografier. Mot slutet av 1970-talet återgick han till måleriet, där han utvecklade en förenklad på ett livfullt formspel byggd nonfigurativism, ofta med monumentala drag. Han har också utfört monumentalarbeten, bland annat för Helsingfors telefonförening (1968) och Jorvs sjukhus (1991).
År 1988 tilldelades han Pro Finlandia-medaljen.